# Splitter
Pour les articles homonymes, voir Splitter (homonymie).
Splitter est une maison d'édition allemande de bande dessinée et de comics créée en 1988 par Jürgen Janetzki à Munich.

## Histoire
Splitter a été fondée en 1988 par Jürgen Janetzki à Munich avec pour but de publier de la bande dessinée franco-belge en allemand. Elle intègre ensuite à son catalogue des comics américains.  

## Quelques séries
- HK,
- The Darkness,
- Trolls de Troy,
- Vampirella,
- Witchblade.